# إدوارد أسيفيدو كروز
إدوارد أسيفيدو كروز هو لاعب كرة قدم دومينيكاني، ولد في 10 ديسمبر 1985 في سانتو دومينغو في جمهورية الدومينيكان. شارك مع منتخب جمهورية الدومينيكان لكرة القدم. أما مع النوادي، فقد لعب مع رودار برييدور ‏.

## وصلات خارجية
- إدوارد أسيفيدو كروز على موقع الاتحاد الدولي (مؤرشف)  (الإنجليزية)
- إدوارد أسيفيدو كروز على موقع قاعدة بيانات كرة القدم.إي يو (الإنجليزية)
- إدوارد أسيفيدو كروز على موقع ناشيونال فوتبول تيمز (الإنجليزية)
- إدوارد أسيفيدو كروز على موقع Soccerway.com (الإنجليزية)